# Beni Malek
Beni Malek  (in arabo بني مالك‎?) è un centro abitato e comune rurale del Marocco situato nella provincia di Kénitra, regione di Rabat-Salé-Kénitra. Conta una popolazione di 26 098 abitanti (censimento 2014).